# UTC-9
UTC−9 je jedna od vremenskih zona. Koristi se na sljedećim područjima:

## Kao standardno vrijeme (cijelu godinu)
- Francuska Polinezija
  - Otočje Gambier

## Kao standardno vrijeme (sjeverna hemisfera - zimi)
- SAD
  - Aljaska (osim Aleutskih otoka) (AKST—Aljasko standardno vrijeme)

## Kao ljetno vrijeme (sjeverna hemisfera - ljeti)
- SAD
  - Aljaska - samo Aleutski otoci (HADT—Havajsko-aleutska vremenska zona)